# Primaires présidentielles du Parti démocrate américain de 1960
Des primaires et des caucus sont organisés par le parti démocrate dans le but de choisir le candidat démocrate à l'élection pour la présidence des Etats-Unis. John Kennedy émergea comme le candidat le plus solide durant ces primaires avec comme challenger le sénateur Hubert Humphrey. Mais pendant la convention démocrate c'est Lindon Johnson que John Kennedy
dut affronter et ceci avec succès dans l'enceinte du Los Angeles Memorial Sports Arena entre le 11 et le 15 juillet 1960.

## Candidats
| Candidats         | Candidats | Candidats                                                   |
| ----------------- | --------- | ----------------------------------------------------------- |
| John Kennedy      |           | United States Senator from Massachusetts (1953-1959)        |
| Lyndon B. Johnson |           | United States Senator from Texas (1949–1961)                |
| Hubert Humphrey   |           | United States Senator from Minnesota (1949–1964, 1971–1978) |
| Adlai Stevenson   |           | Governor of Illinois (1949–1953)                            |
| Stuart Symington  |           | United States Senator from Missouri (1953–1976)             |
| Robert B. Meyner  |           | Governor of New Jersey (1954–1962)                          |
| Wayne Morse       |           | United States Senator from Oregon (1945–1969)               |